# Queant Communal Cemetery British Extension
Le Queant Communal Cemetery British Extension est un cimetière militaire de la Première Guerre mondiale situé sur le territoire de la commune de Quéant, Pas-de-Calais.

## Localisation
Ce cimetière est situé à côté du cimetière communal, route de Riencourt-lès-Cagnicourt.

## Historique
Le village de Quéant a été occupé par les Allemands dès fin août 1914 et est resté loin du front. Quéant était proche de la ligne Hindenburg, à l'extrémité sud d'un système de défense mineur connu sous le nom de Drocourt-Queant Line, et n'a été capturé par les troupes britanniques et canadiennes que le 2 septembre 1918.

## Caractéristiques
Sur le côté nord du cimetière communal se trouvait un cimetière allemand de près de 600 tombes (1916-1918), maintenant enlevées. Ce cimetière britannique a été créé par des unités de combat, en septembre et octobre 1918.
Il comporte 276 tombes de soldats du Commonwealth dont six ne sont pas identifiées. Le cimetière couvre une superficie de 1 011 m2 et est entouré d'un mur en silex et en moellons.

## Galerie

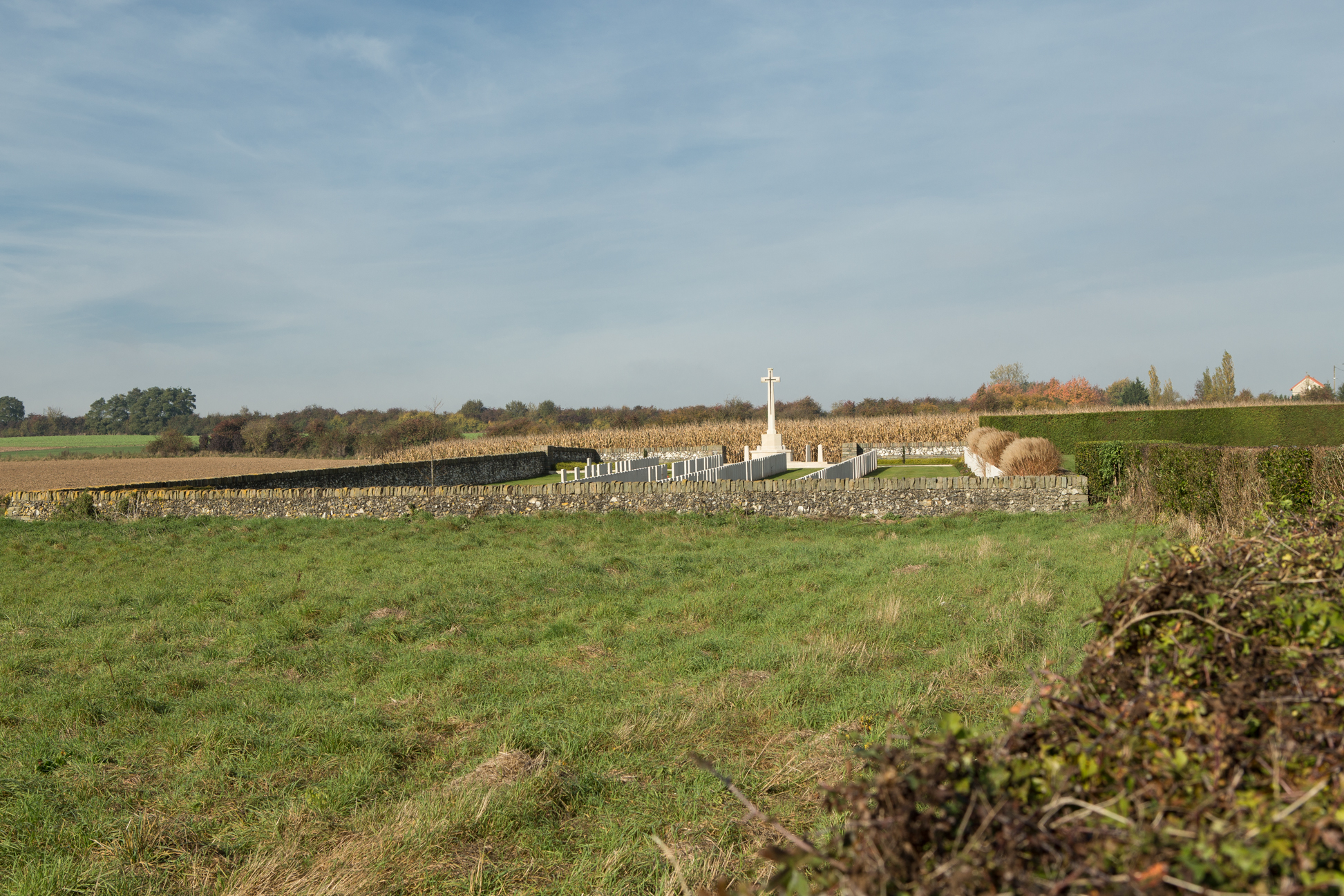
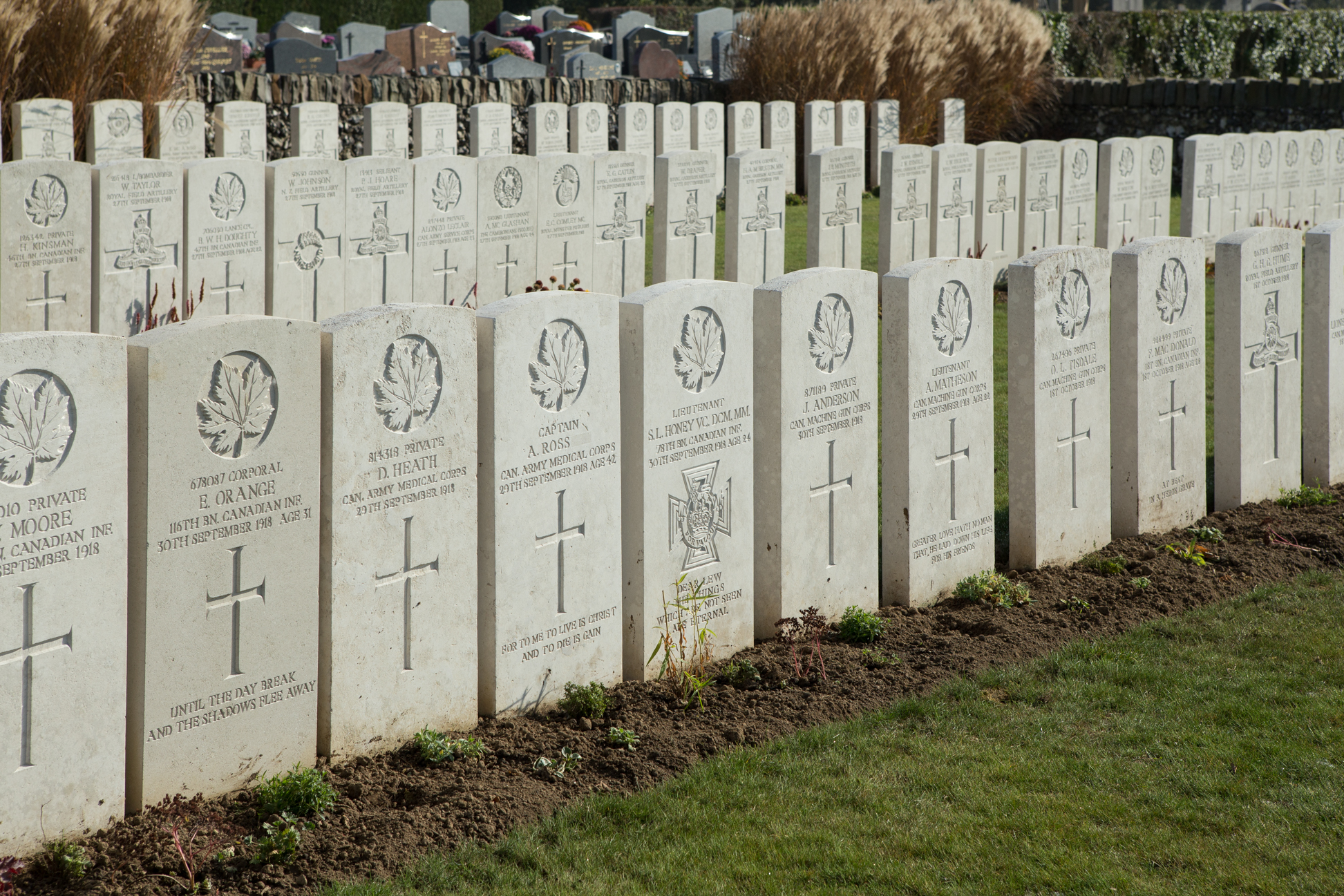
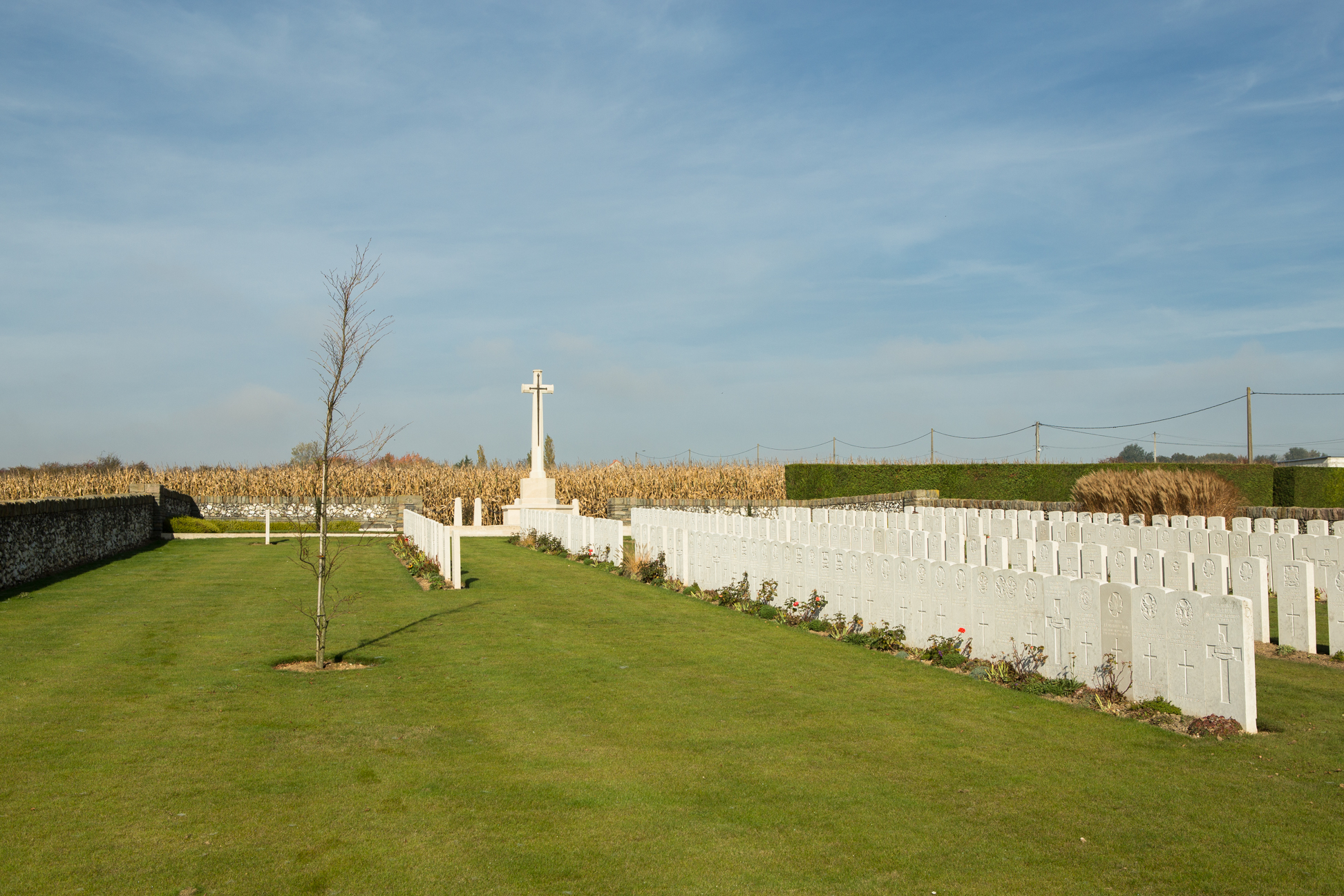
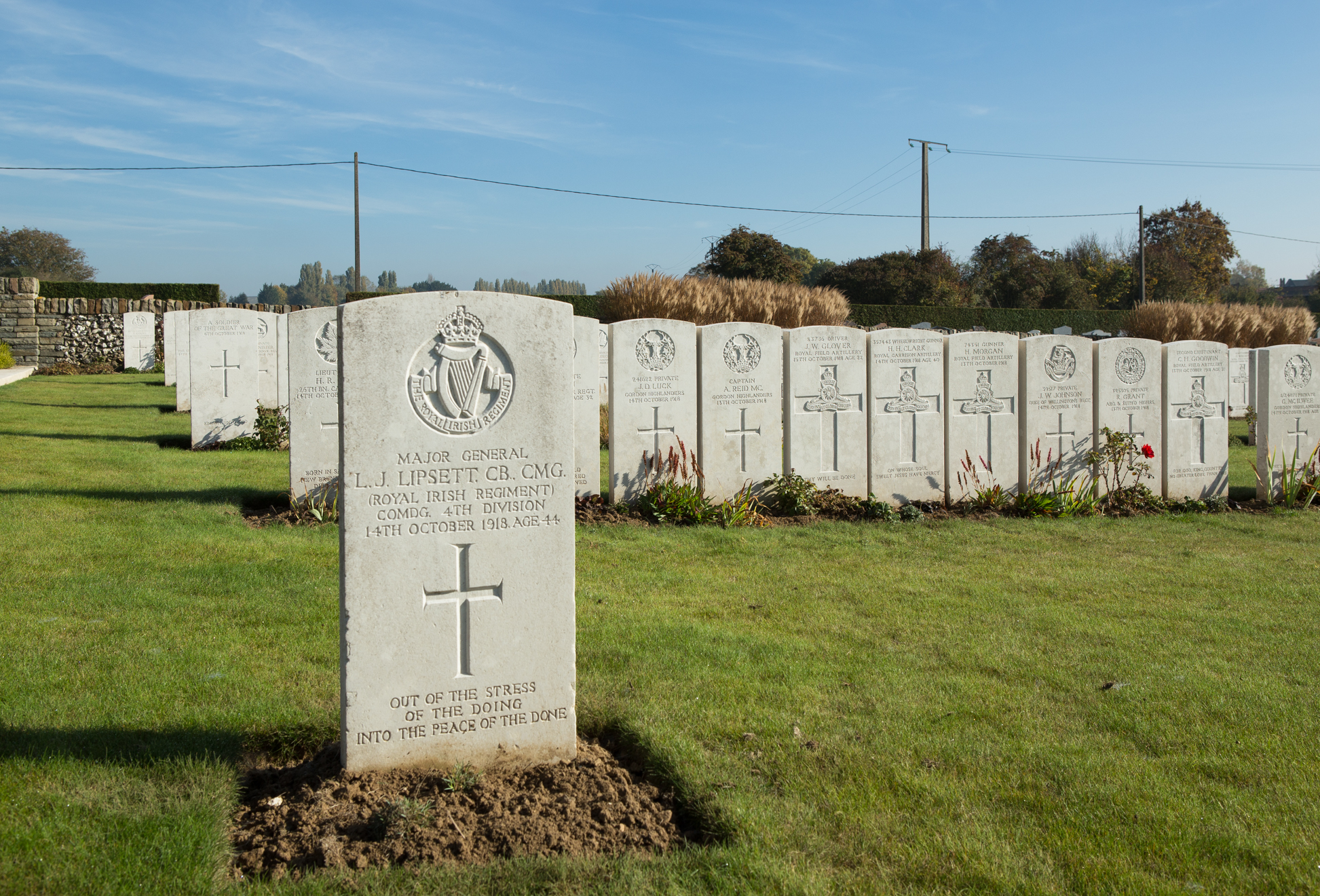

## Sépultures
| Pays             | Sépultures |
| ---------------- | ---------- |
| Royaume-Uni      | 121        |
| Canada           | 112        |
| Nouvelle-Zélande | 3          |
| Total            | 276        |

## Pour approfondir